# Óscar Boniek García
Óscar Boniek García Ramírez (Tegucigalpa, 4 september 1984) is een Hondurees voormalig voetballer die doorgaans speelde als middenvelder. Tussen 2004 en 2023 was hij actief voor CD Olimpia, Club Marathón, Houston Dynamo en opnieuw CD Olimpia. García maakte in 2005 zijn debuut in het Hondurees voetbalelftal en kwam uiteindelijk tot honderdvierendertig interlandoptredens.

## Clubcarrière
García begon zijn carrière bij Real Patepluma, waarvoor hij op 10 augustus 2003 debuteerde met een 4–1 nederlaag tegen Atlético Olanchano. Hij vertrok daarna naar CD Olimpia, waar hij (op een seizoen bij Club Marathón na) acht jaar zou spelen. In 2008 was de middenvelder een tijdje op proef bij Paris Saint-Germain. Op 7 juni 2012 tekende García een contract bij Houston Dynamo, uitkomend in de Major League Soccer. Aan het einde van 2012 werd de middenvelder, ondanks dat hij slechts een half seizoen speelde, door zijn teamgenoten verkozen tot speler van het jaar. Eind 2018 verlengde García zijn verbintenis met een jaar tot en met december 2019. Begin 2021 verliet hij de club, om toch weer een nieuw contract te tekenen voor een jaar. Aan het einde van dat kalenderjaar vertrok hij definitief bij Houston Dynamo. Na zijn vertrek uit Houston keerde García na negenenhalf jaar terug bij CD Olimpia. In de zomer van 2023 besloot García op achtendertigjarige leeftijd een punt te zetten achter zijn actieve loopbaan.

## Interlandcarrière
García debuteerde in het Hondurees voetbalelftal op 2 juli 2005. Op die dag werd een vriendschappelijke wedstrijd tegen Canada met 1–2 gewonnen. Tevens was hij onderdeel van de Hondurese selectie op het WK 2010 in Zuid-Afrika; hij kwam op dit toernooi echter niet in actie. Op 6 mei 2014 maakte bondscoach Luis Fernando Suárez bekend García mee te zullen nemen naar het wereldkampioenschap in Brazilië.